# Rogožarski
Rogožarski (Рогожарски) je bil jugoslovanski projektant in proizvajalec letal.
Uradno je bil ustanovljen 22. aprila 1924 kot Prva Srpska Fabrika Aeroplana Živojin Rogožarski. Rogožarski in Ikarus sta bila glavna proizvajalca letal v medvojnem obdobju. Rogožarski je tudi licenčno proizvajal letala. Leta 1946 je bilo podjetje nacionalizirano in združeno s podjetjem Zmaj v Ikarus. Ikarus je končal proizvodnjo letal leta 1962, sicer še vedno proizvaja avtobuse pod imenom Ikarbus. Rogožarski je skupaj zgradil 286 letal.